# Lagash Sulcus
Il Lagash Sulcus è una struttura geologica della superficie di Ganimede.